# Клавес

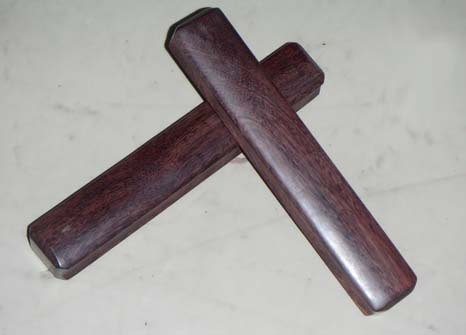
Клавес

Кла́вес (англ. claves) — ударний дерев'яний музичний інструмент з невизначеною висотою звуку з родини ідіофонів латиноамериканського походження. Являє собою дві круглі палички товщиною 1-2,5 см і довжиною 15-20 см. виготовлених з палісандра чи іншої дуже міцної породи дерева.
Виконавець тримає в лівій руці одну з паличок (стиснута долоня є резонатором) і б'є по ній другою паличкою. Звук Клавесу — короткий, високий, різкий і дзвінкий.